# Сухов, Владимир Павлович
Владимир Павлович Сухов (1934—2016) — геолог, педагог. Кандидат геолого-минералогических наук, доктор педагогических наук.

## Биография
Родился 11 февраля 1934 года в рабочем посёлке Электросталь Московской области.
В 1957 году закончил геологический факультет в Ленинградском государственном университете. Работал в Красноярском геологическом управлении: с 1958 года инженер-геолог, с 1959 года начальник поискового отряда геолого-съёмочной экспедиции. В 1961—63 годах начальник, старший геолог геолого-съёмочной партии Западно-Башкирской комплексной геологической экспедиции Башкирского территориального геологического управления, с 1966 года в Институте геологии (Уфа). Окончил аспирантуру при Институте геологии Башкирского филиала АН СССР (1966 год), защитил кандидатскую диссертацию в Саратовском университете (1969 год).
С 1974 года работал в Башкирском государственном педагогическом институте (ныне Башкирский государственный педагогический университет имени М. Акмуллы) в должности старшего преподавателя, затем доцента, с 1992 года — профессора. В 1990—2000 годах — заведующий кафедрой экономической географии. В 2005 году защитил докторскую диссертацию по методике школьной географии в Российском государственном педагогическом университете им. А. И. Герцена (Санкт-Петербург).
Научные интересы: в области геологии — палеогеография кайнозоя Башкирского Предуралья, в области педагогики — методика преподавания географии в средней общеобразовательной школе с позиций развивающего обучения.
Автор учебников географии для школ России (для 6 и 8 класса) и Башкирии (в соавторстве с М. Ф. Хисматовым). Известен как популярный лектор курсов повышения квалификации для учителей географии СССР и России (с конца 1980-х по 2000-е годы).
Заслуженный учитель Республики Башкортостан (1992), отличник народного просвещения РСФСР (1988).
Автор более 100 научных и учебно-методических работ.

## Основные труды
- Физическая география СССР: пробный учебник для 8-го класса. — М.: Просвещение, 1989. — 271 с. — ISBN 5-09-001465-5.
- Физическая география СССР: учебник для 8-го класса. — М.: Просвещение, 1991. — 271 с. — ISBN 5-09-003033-2.
- Физическая география. Начальный курс: пробный учебник для 6-го класса. — М.: Просвещение, 1995. — 192 с. — ISBN 5-09-005936-5.
- Деятельностный подход в развивающем обучении школьников: монография. — Уфа: БГПИ, 1997. — 132 с. — ISBN 5-87978-088-0.
- География Башкортостана: учебник для 9-го класса. — Уфа: Китап, 2000. — 200 с. — ISBN 5-295-02757-0.
- Физическая география. Начальный курс: учебник для 6-го класса. — 3-е. — М.: Просвещение, 2001. — 192 с. — ISBN 5-09-010284-8.
- Системно-деятельностный подход в развивающем обучении школьников: монография. — СПб.: РГПУ, 2004. — 155 с. — ISBN 5-8064-0851-5.